# Emília Cerqueira
Maria Emília e Sousa Cerqueira (Viana do Castelo, 14 de março de 1971) é uma deputada e política portuguesa. Ela é deputada à Assembleia da República desde a XIV legislatura pelo Partido Social Democrata. Ela tem uma licenciatura em Direito.